# Djéhoutimès
Djéhoutimès est le nom égyptien des pharaons Thoutmôsis, nom hellénisé par le prêtre Manéthon.
Il est porté également par :
- Djéhoutimès, 22e fils de Ramsès II.